# کاترین تورفس
کاترین تورفس (انگلیسی: Katrien Torfs؛ زادهٔ ۱۰ نوامبر ۱۹۸۷) بازیکن فوتبال اهل بلژیک است.
وی همچنین در تیم‌های ملی فوتبال زنان بلژیک بازی کرده‌است.